# Jílové u Prahy (nádraží)
Jílové u Prahy je železniční stanice asi 2 kilometry jižně od města Jílové u Prahy, v katastru někdejší samostatné obce Kabáty, v okrese Praha-západ ve Středočeském kraji nedaleko řeky Sázavy. Leží na neelektrizované trati 210 Praha – Vrané nad Vltavou – Čerčany/Dobříš.

## Historie
Stanice v Jílovém byla otevřena 22. září 1897 společností Místní dráha Čerčany-Modřany-Dobříš při zprovoznění úseku trati z Modřan u Prahy přes Vrané nad Vltavou do Skochovic u Vraného, dle typizovaného stavebního vzoru. Současně s celým úsekem byla zprovozněna též odbočná trať do Dobříše. Společnost původně vznikla pro železniční obsluhu modřanského cukrovaru a kvůli dopravě dřeva a kamene z dobříšského a konopišťského panství.
18. ledna 1897 otevřela táž společnost trať z Čerčan, kudy od roku 1871 procházela společnosti Dráhy císaře Františka Josefa (KFJB) spojující Vídeň, České Budějovice a Prahu, do Krhanic, 1. května 1900 došlo k dokončení a zprovoznění zbývajícího úseku trati ze Skochovic do Krhanic.
Provoz na trati zajišťovaly od zahájení Císařsko-královské státní dráhy, po roce 1918 Československé státní dráhy. K 1. lednu 1925 byla trať zestátněna.

## Popis

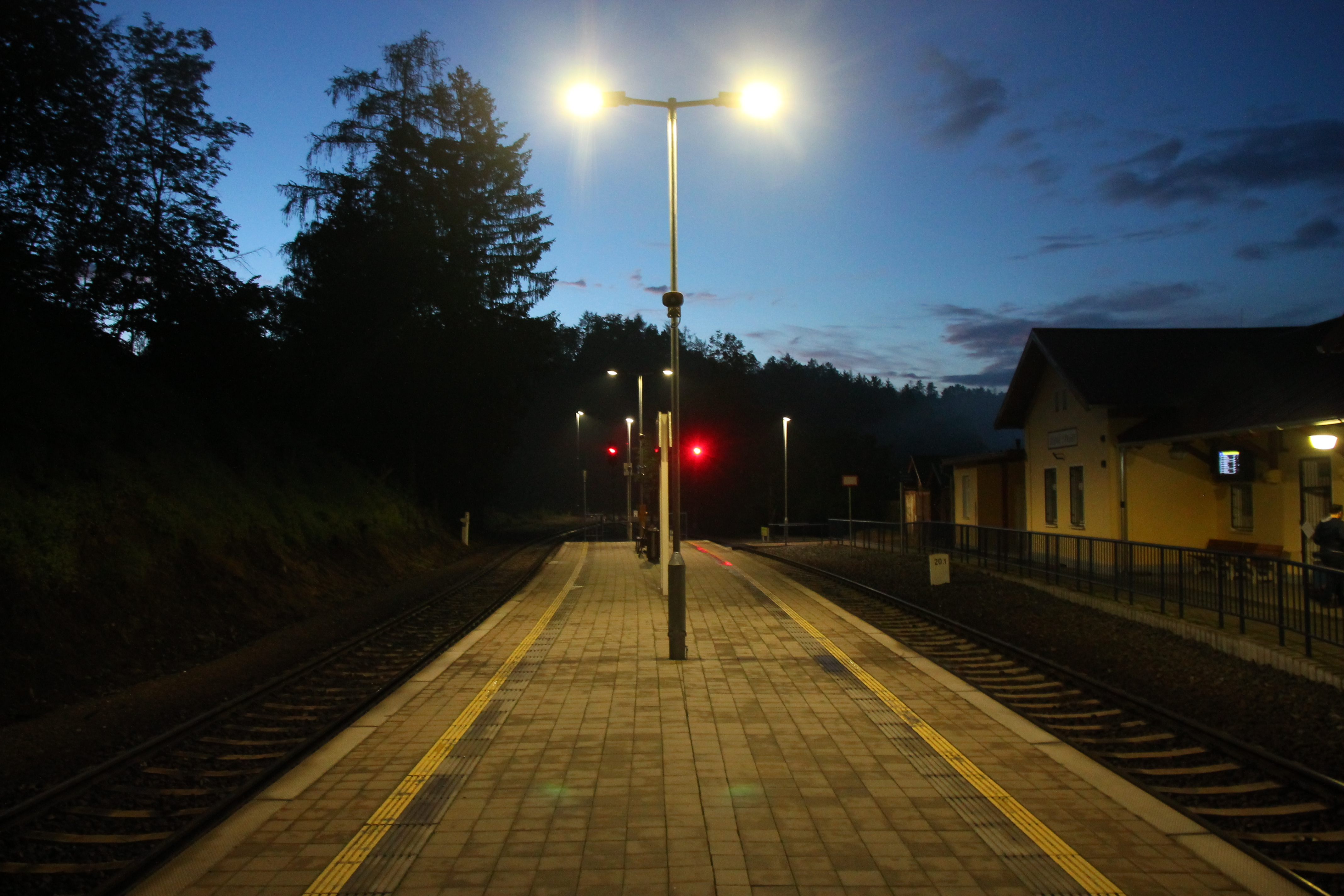
Nástupiště po peronizaci, 2020

Nachází se zde jedno oboustranné nástupiště, k příchodu na nástupiště slouží přechod přes kolej.